# Ministère des Droits de l'Homme (Irak)
Pour les articles homonymes, voir Ministère des Droits de l'Homme.
Le Ministère des droits de l'homme d'Irak est un ancien ministère du gouvernement irakien. Créé par ordonnance provisoire de la Coalition Autorité no 60 pour l'année 2003 avec la formation du gouvernement irakien après l'invasion de l'Irak, il est dissous en 2015 par le Premier Ministre Haïder al-Abadi dans le cadre d'un programme de réduction de la corruption. Il était chargé des affaires relatives aux victimes du régime de Saddam Hussein, aux victimes du terrorisme, aux droits des martyrs, des prisonniers et des victimes de massacres en Irak.

## Liste des ministres
- Abdel Basset Turki (en) (2003-2004)
- Bakhtiar Amine (en) (2004-2005)
- Narmine Othmane (2005-2006)
- Wejdane Mikhail (2006-2010)
- Mohammed Shia' Al Sudani (2010-2014)
- Mohammed Mahdi al-Bayati (en) (2014-2015)